# USS Pompano (SS-181)
USS Pompano (SS-181) – amerykański okręt podwodny typu Porpoise, uczestnik wojny na Pacyfiku, który wziął udział w prowadzonych na tym obszarze działaniach podwodnych. Okręt został prawdopodobnie zatopiony w po wejściu na japońską minę 29 sierpnia 1943 roku. Istnieje jednak możliwość, że jednostka została zatopiona 17 września 1943 roku w wyniku ataku japońskich jednostek nawodnych, w pobliżu brzegów Honsiu.